# بروکلن
بروکلن (به هلندی: Breukelen) یک منطقهٔ مسکونی در هلند است که در استیختسه فخت واقع شده‌است. بروکلن ۴۸٫۶۵ کیلومتر مربع مساحت و ۱۴٬۶۳۵ نفر جمعیت دارد.

## نگارخانه

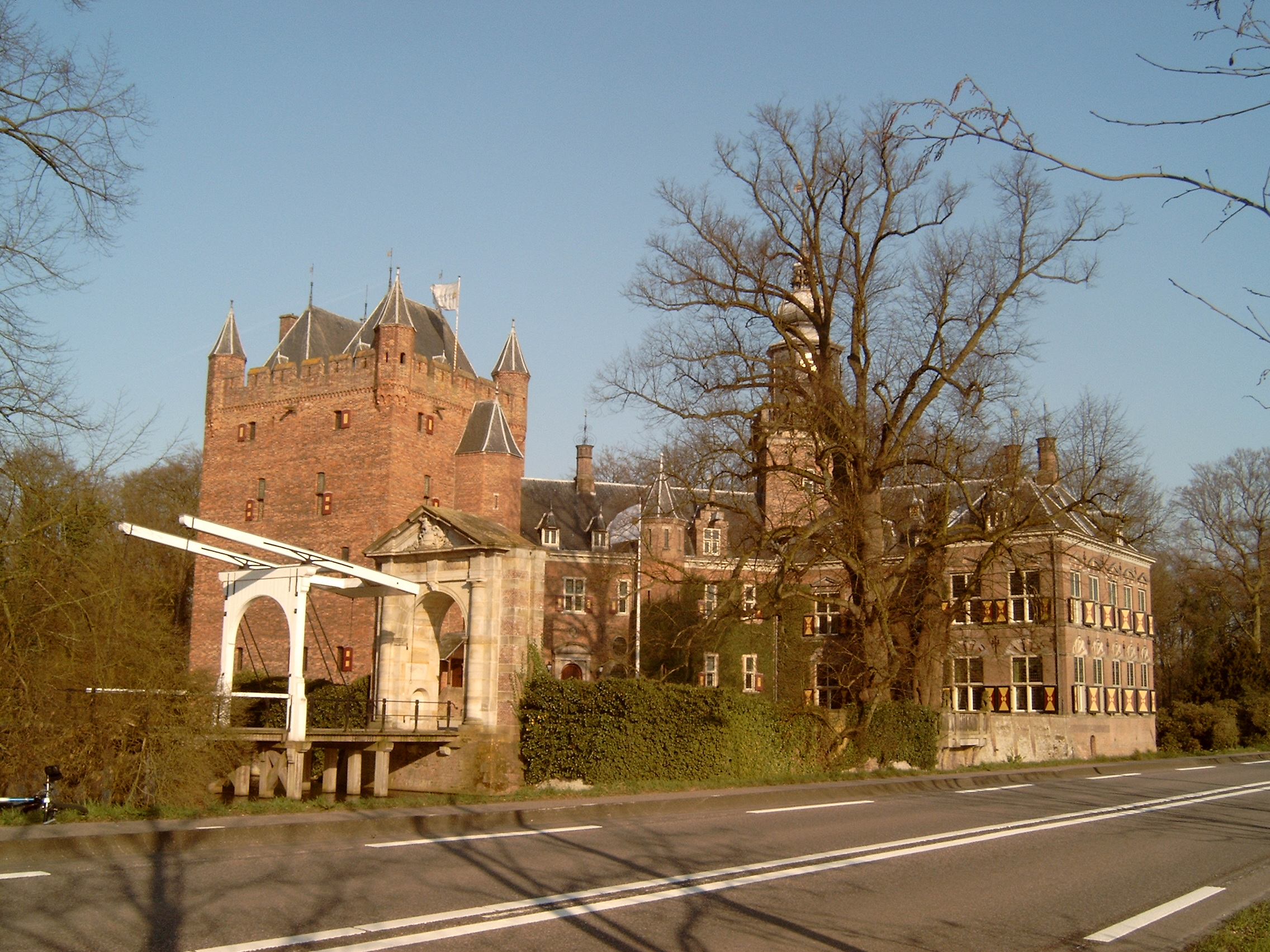
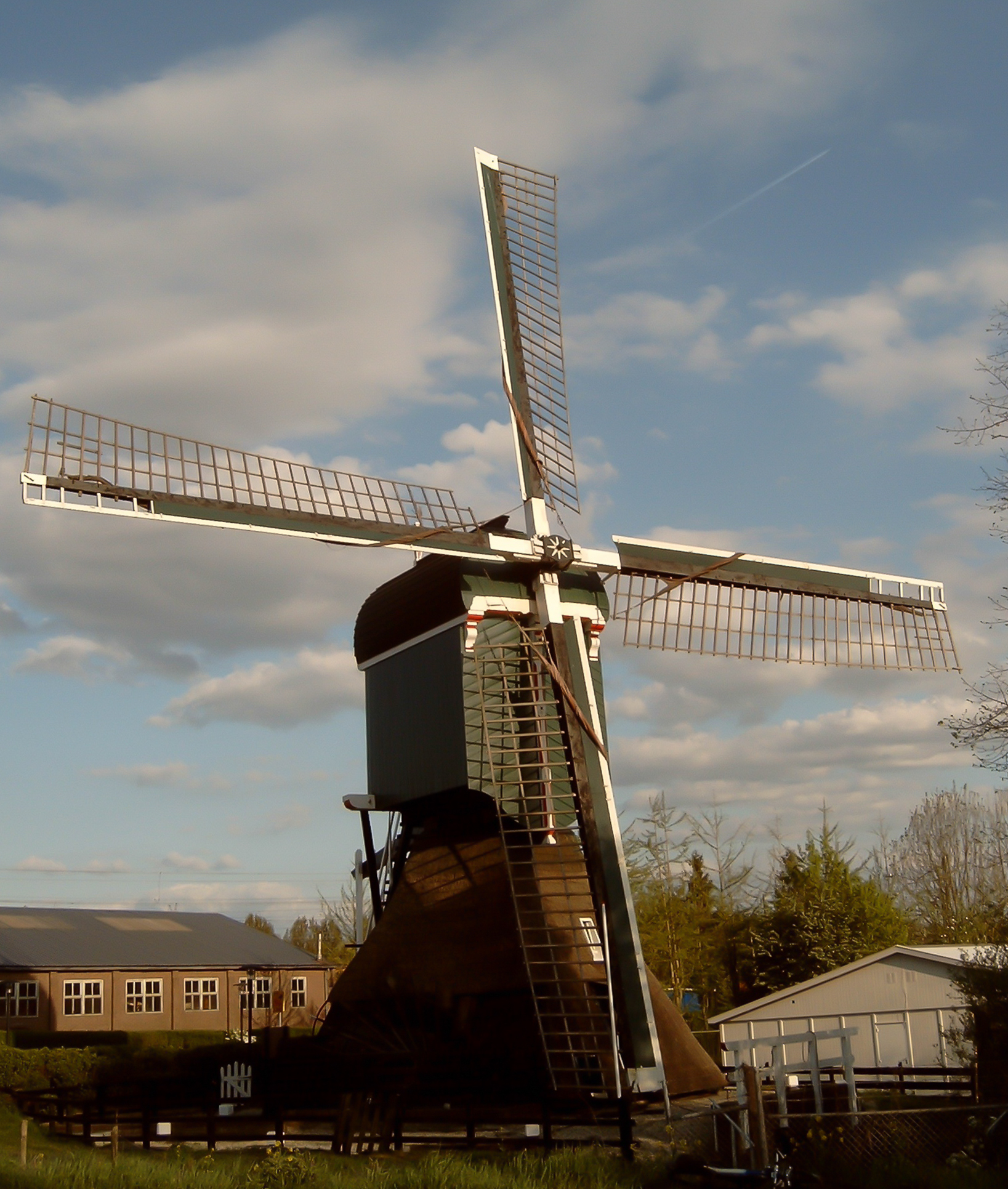